# Prodoxídeos
Prodoxídeos (Prodoxidae) é uma família de insectos da ordem Lepidoptera.